# Economía de Catar
La economía de Catar ha prosperado en los últimos años con un crecimiento elevado continuo del PIB real. El crecimiento fue impulsado en gran medida por los sectores del petróleo y el gas natural. Sin embargo, el crecimiento de las manufacturas, de la construcción y de los sectores de servicios financieros han empujado el componente no petrolero a poco más de la mitad del PIB nominal de Catar por primera vez desde el año 2000.

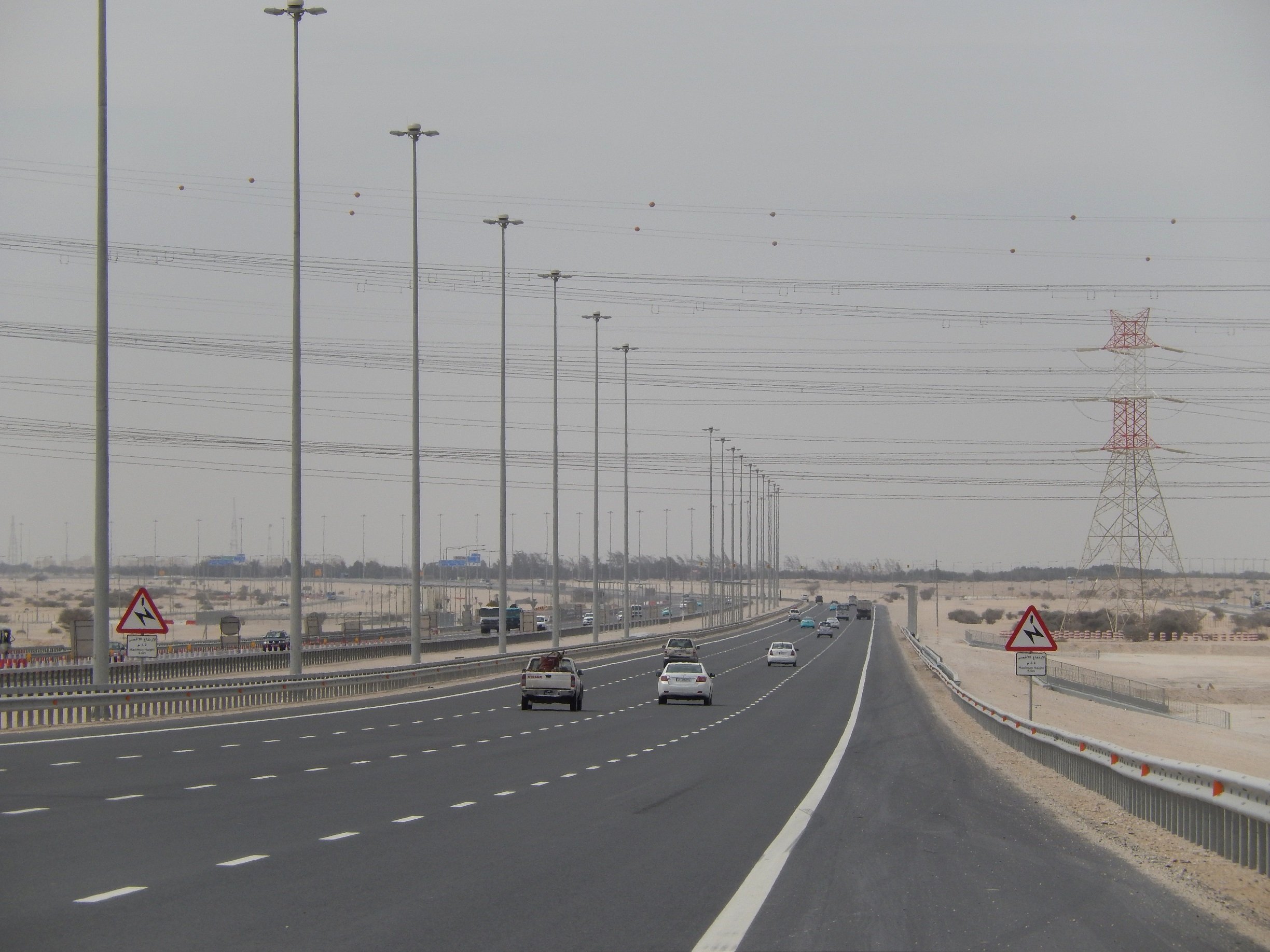
Carretera Q3 (Doha-Dukhan).

El petróleo y el gas siguen representando aproximadamente el 92 % de los ingresos de exportación, y el 62 % de los ingresos del gobierno. El petróleo y el gas han hecho de Catar el país de más grande renta mundial per cápita y el país con el desempleo más bajo. Las reservas de petróleo conocidas son más de 25 000 millones de barriles, deben permitir la explotación continua en los niveles actuales durante unos 56 años. Las reservas probadas de gas natural del país superan los 25 billones de metros cúbicos, aproximadamente el 13 % del total mundial y la tercera más grande reserva del mundo.

Una representación proporcional de las exportaciones de Catar, 2019

Tras el éxito de ser escogido como sede de la Copa del Mundo de Fútbol 2022, Catar está acelerando los proyectos de infraestructura a gran escala, como ejemplo la red de metro de Catar, el sistema de tren ligero, la construcción de un nuevo puerto, carreteras, estadios y la infraestructura deportiva relacionada. El nuevo aeropuerto internacional de Hamad se inauguró a mediados de 2014 con una capacidad de pasajeros anual inicial de 24 millones y con una proyección de 50 millones cuando esté completo.
Hasta 2016, los trabajadores migrantes están sujetos a la "Kafala". Esto puede ser similar a una sujeción en la que el empleado no tiene derechos, estando bajo la supervisión de un "padrino", generalmente su empleador. La cobertura mediática internacional de las duras condiciones de trabajo en las obras de construcción, especialmente en los estadios que se están construyendo para la Copa del Mundo de Fútbol de 2022, llevó al emirato a emprender algunas reformas. La Kafala está oficialmente abolida y está prohibida la continuación del trabajo cuando la temperatura supere los 40 grados. Sin embargo, los sindicatos siguen estando prohibidos, el Ministerio de Trabajo tiene pocos inspectores para hacer cumplir la ley y las sanciones (una multa de 400 euros) no son muy disuasorias. Los empleados difícilmente pueden arriesgarse a llevar sus casos a los tribunales; una ama de llaves que denunciara un abuso podría ser deportada fácilmente.
El abogado egipcio Adnan Fayçal señala que "Catar, al igual que sus vecinos, es más sensible a las leyes del mundo anglosajón. El Estado es un simple árbitro, un regulador de las relaciones dentro de la empresa. En ausencia de sindicatos, que están prohibidos, es un paraíso para los empresarios. »